# Stadtmauerrest Schenkelstraße 6–8

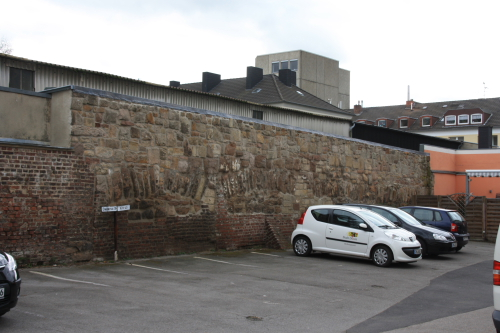
Der Stadtmauerrest

Der Stadtmauerrest Schenkelstraße 6–8 ist ein Rest der Stadtbefestigung von Düren in Nordrhein-Westfalen. 
Der Rest der Dürener Stadtbefestigung datiert im Ursprung vom Anfang des 13. Jahrhunderts. Er ist aus Bruchsteinen gemauert mit Backsteinausfüllungen und 25 m lang. Der Rest der Stadtmauer liegt hinter dem ehemaligen Schulgebäude, welches seit Jahrzehnten ein Nebengebäude der Stadtverwaltung Düren ist.
Das Bauwerk ist unter Nr. 1/013 in die Denkmalliste der Stadt Düren eingetragen.